# JR九州813系電力動車組

## 概述
建造此型列车的目的为了替换日本国有铁道(JNR)所继承来的既有车辆（421系、423系和715 系等）。
车辆设计由水户冈锐治领导的黎明设计研究所负责 。这也是水户冈锐治第一次设计近郊型列车 。除此之外，为 JR 九州采用第一个VVVF控制的车辆。
最初，811系编组为4节车固定编组，为了提高列车运用的灵活性，修改为2节编组一组，而从1995年开始，又增加了3节编组列车（100番台） 。两种编组的列车一直在运用中，直到2003年，在2辆编组（0番台）的列车中增加了一节中间车（400番台），因此所有车组后期都统一变为3辆编组。由于此列车建造年份跨度较长，因而不同年代制造的列车有很多细节区别。

## 车辆简介
从1994年到2009年，分13个批次制造了84组3节编组和1组2节编组共254节车厢。此外，自2001年以来，本型列车一直与817系列车同时建造。

### 车体
宽型车体使用轻质不锈钢制成，每一侧安装3个双开乘降门车门上还特别增加了数字标记。 ，列车停站时可以独立控制各个车门打开或者关闭。与811系动车组一样，每对车门中间设置3个车窗，但只有中间和靠近车尾的车窗可以打开（向下拉），其余车窗为封闭车窗。
车体大部分未上漆的不锈钢色，侧边涂有JR九州的英文公司名和公司logo 。侧门的内外两侧涂装皆为红色。 车头部由碳钢制成，风挡玻璃一直延申到正脸下方。 运行在福北丰线的列车涂装与817系近似，并且在正面贯通门上贴有“Commuter Train 813”标志 。
车辆正面设置有贯通门。与811系上的应急门不同，813系正面贯通门具备通道风挡，过渡踏板等完整贯通门结构 。除了安装在 811 系上使用的高效自动车钩控制设备外，还安装了半自动风挡连接装置 。贯通门可以适配除811系外的其他各种车型。
车头排障器在后期量产型配属中被改造放大（配合驾驶室位置提高），到2005年7月最后一组RM003编组完成改造。
此外，为了火车碰撞事故中保护乘务员，在驾驶室中使用了钢结构嵌入了原不锈钢结构中 。

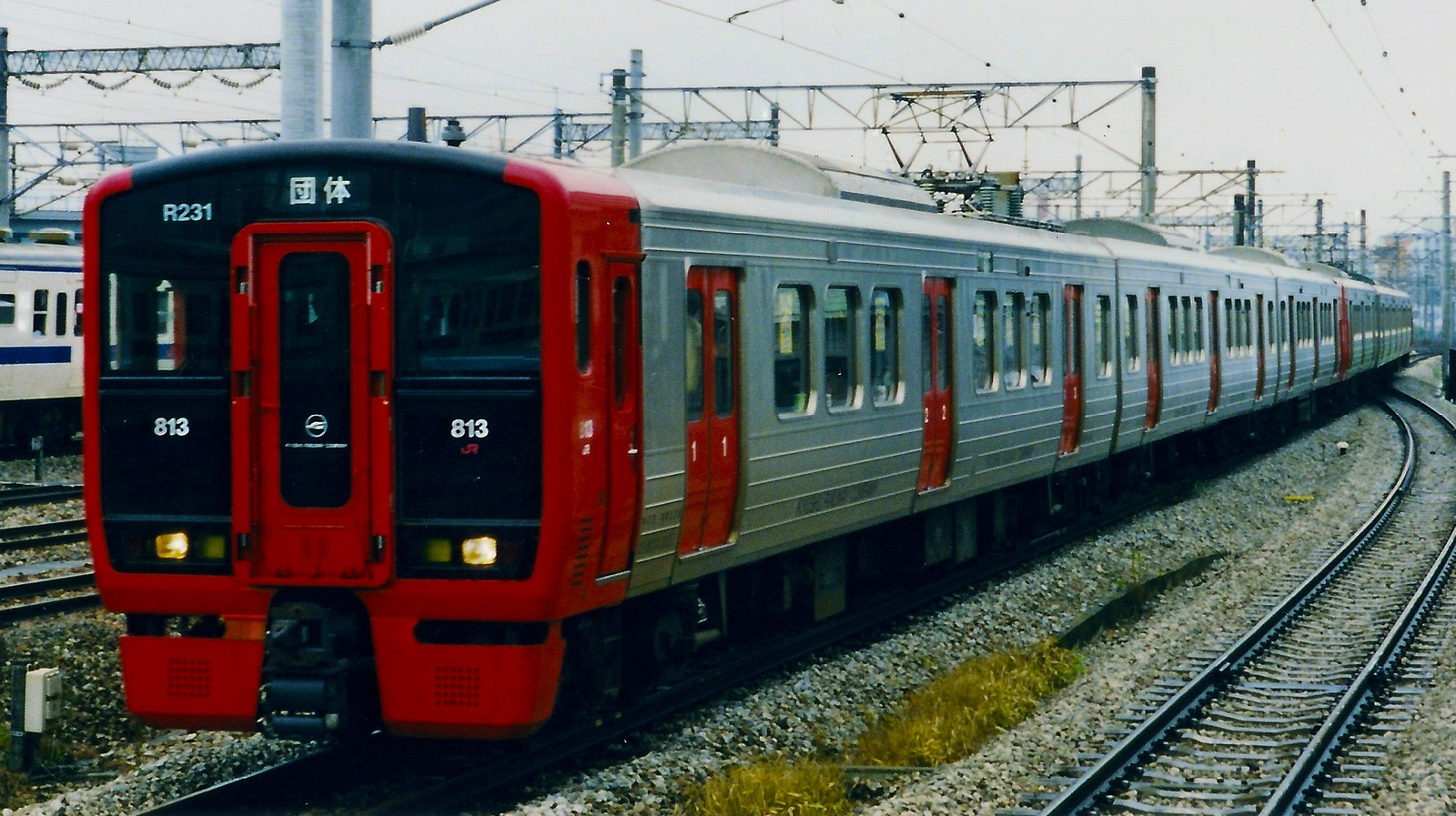
早期排障器造型（RM231编组）
该编组列车由于列车相撞事故已全列报废。

## 运用
運行在以下的线路：
- 鹿兒島本線（門司港-荒尾）
- 日豐本線(小倉-宇佐)
- 長崎本線(鳥-肥前大浦)
- 佐世保線(江北-早岐)
- 篠栗線
- 筑豐本線(桂川-折尾)